# Sven Kjellström
Sven Kjellström   (Luleå Cathedral Assembly, 30 de març de 1875 - Sankt Matteus, 5 de desembre de 1950) va ser un violinista suec. Va ser el pare d'Ingrid Kjellström.

## Biografia
Kjellström va ser estudiant al conservatori d'Estocolm el 1888–1892 i després d'un període de feina com a violinista a l'Orquestra de la Royal Court com a solista i professor. El 1897–1899 va continuar estudis a París, on el 1900–1904 va ser el primer violinista de l'Orquestra Colonne i membre del Quartet Viardot. Després d'activitats concertístiques a París, Londres, Berlín i Copenhaguen el 1909, va tornar a Serige, on aviat va prendre una posició destacada en termes musicals. Va ser cofundador de l'Associació de Música de Cambra el 1911 i el mateix any va fundar el seu propi conjunt de quartets, que durant els seus 18 anys de carrera va contribuir en gran manera a l'auge de la cultura de música de cambra sueca. El 1914-1917 i el 1923-1928, Kjellström també va ser el primer concertista de l'Associació de Concerts d'Estocolm. A partir del 1929 fou director del Conservatori i el mateix any fou nomenat professor. Va ser elegit el 31 d'octubre de 1912 com a membre 542 de la Royal Academy of Music i va rebre el Litteris et Artibus el 1915.
Kjellström estava molt interessat en la música folk i treballava tant com a executor com a assessor de les reunions de violins.